# 三浦氏満
三浦 氏満（みうら うじみつ、天文17年（1548年） - 寛永7年（1630年））は戦国時代の武士。三浦氏員の子で、母は伊勢宗瑞（北条早雲）の娘・長松院とされている。
駿河三浦氏は代々今川氏に仕え、氏満も今川氏真に仕えた。永禄10年（1568年）頃から行われる今川氏と上杉謙信の交渉において朝比奈泰朝と共に取次を務めるなど、今川氏没落まで朝比奈氏と共に同氏の筆頭家老であったと推定されている。
母の長松院（天正13年6月14日死去）は今川氏の滅亡時に兄・北条氏綱の孫娘にあたる早川殿およびその夫である今川氏真と行動を共にしている。今川氏真が北条氏の元に着いたときに、早川殿の兄である北条氏政が大叔父で長松院の弟にあたる北条幻庵に彼女の無事を知らせているため、幻庵が彼女の救出・庇護に関わっていたとみられる。
今川氏の滅亡後は、武田氏・徳川氏に仕え、天正13年（1585年）頃までには出家した。寛永7年（1630年）に83歳で死去した（『寛永伝』）。